# Seal (album, 1991)
Pour les articles homonymes, voir Seal (homonymie).
Seal est le premier album du chanteur éponyme Seal, sorti le mai 1991.

## Titres
1. The Beginning - 5:40
2. Deep Water - 5:57
3. Crazy - 5:56
4. Killer - 6:23
5. Whirlpool - 3:58
6. Future Love Paradise - 4:20
7. Wild - 5:28
8. Show Me - 6:00
9. Violet - 8:32